# Plateau de Campbell

Le plateau de Campbell est un vaste plateau sous-marin de l'océan Pacifique Sud situé au Sud-Est de la Nouvelle-Zélande et faisant partie du continent quasi immergé de Zealandia.

## Géographie

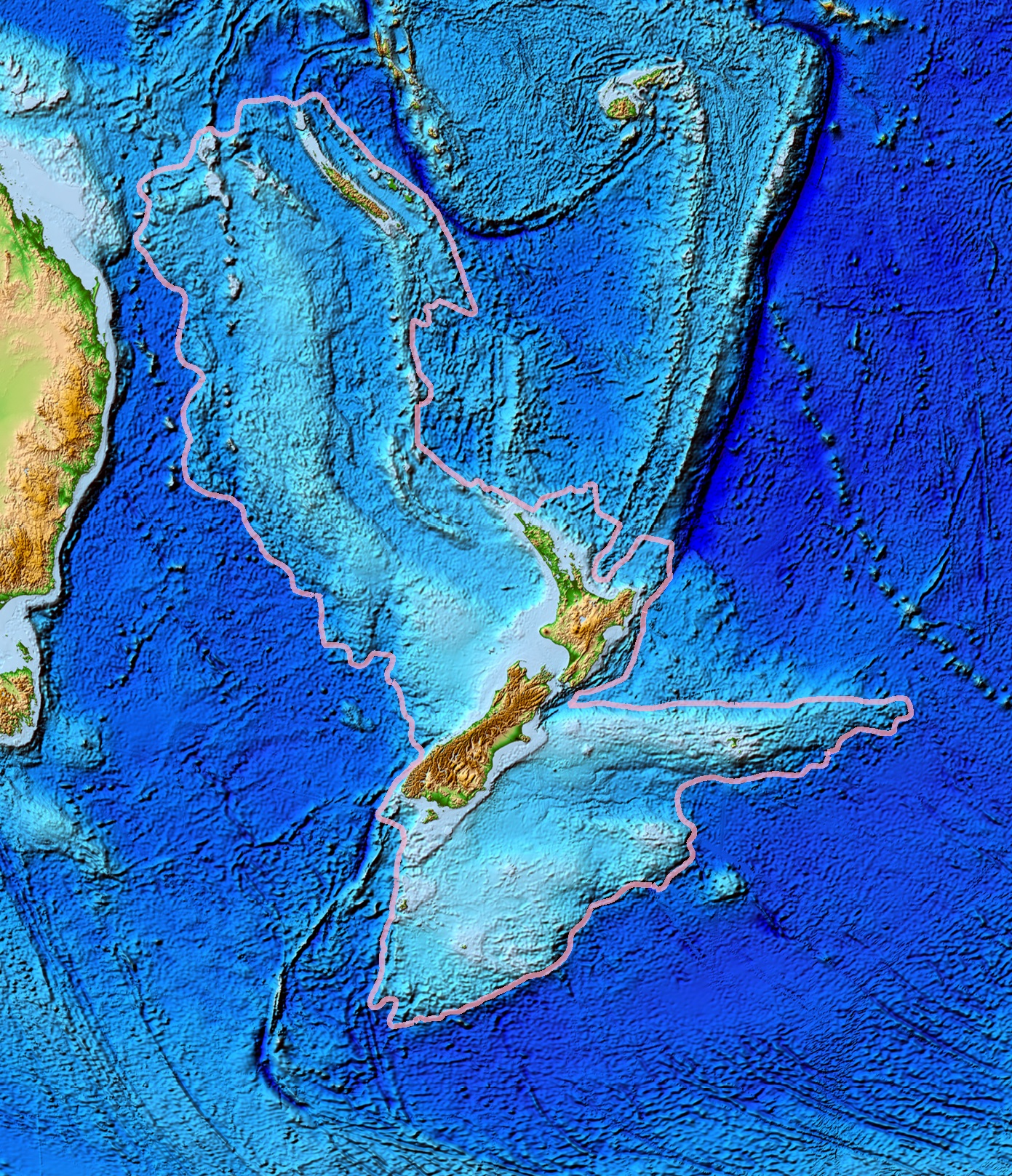
Carte topographique d'une partie de l'océan Pacifique montrant la Zealandia et le plateau de Campbell de forme triangulaire au Sud-Est de la Nouvelle-Zélande.

### Topographie
De forme triangulaire avec 570 milles d'est en ouest et 380 milles du nord au sud, il est rattaché au Sud de l'île du Sud et supporte les îles Antipodes, les îles Auckland, les îles Bounty, l'île Campbell et l'île Stewart. Il est délimité au nord par la fosse de Bounty et le Grand bassin du Sud qui les séparent de la ride de Chatham, à l'est et au sud par la plaine abyssale du bassin Sud-Ouest pacifique et à l'ouest par la plaine abyssale du bassin de Tasman. Le talus continental est relativement peu pentu aux limites Nord, Est et Sud du plateau mais il est très marqué à la limite Ouest.
La profondeur moyenne du plateau est comprise entre 500 et 1 000 mètres. De nombreux reliefs, dont certains émergent en formant des îles et des archipels, sont dispersés sur le plateau comme le banc Discovery qui pourrait être un ancien volcan érodé émergeant au-dessus de la mer au cours des périodes glaciaires.

### Géologie
Le plateau de Campbell faisait partie du Gondwana, un des deux continents de l'ère secondaire, et était en contact avec l'Est de la mer de Ross et l'Ouest de la terre Marie Byrd qui se trouvent de nos jours en Antarctique. Il y a 110 millions d'années, la zone de contact entre le plateau et la future Antarctique cesse d'être une zone de subduction et une zone d'extension continentale se met en place entre la future Antarctique et la Zealandia et la future Australie. À partir d'il y a 82 millions d'années, cette zone d'extension continentale se transforme en une dorsale sous-marine qui donne naissance à l'actuel océan Austral qui poursuit toujours son agrandissement.